# Llista de missions d'exploració de la Lluna
A continuació es presenta una llista de les missions d'exploració de la Lluna ordenades cronològicament:

## 1958 - 1960
| Missió       | Llançament                            | Fi de missió           | Objectiu         | Resultat                                                  |
| ------------ | ------------------------------------- | ---------------------- | ---------------- | --------------------------------------------------------- |
| Pioneer 0    | 17 d'agost de 1958                    | 17 d'agost de 1958     | L'òrbita lunar   | Fallada en el llançament.                                 |
| Lunik 1958A  | 23 de setembre de 1958                | 23 de setembre de 1958 | Sonda d'impacte? | Fallada en el llançament.                                 |
| Pioneer 1    | 11 d'octubre de 1958                  | 13 d'octubre de 1958   | L'òrbita lunar   | Error de trajectòria. No va arribar a la Lluna.           |
| Lunik 1958B  | 12 d'octubre de 1958                  | 12 d'octubre de 1958   | Sonda d'impacte? | Fallada en el llançament.                                 |
| Pioneer 2    | 8 de novembre de 1958                 | 8 de novembre de 1958  | L'òrbita lunar   | Fallada en el llançament.                                 |
| Lunik 1958C  | 4 de desembre de 1958                 | 4 de desembre de 1958  | Sonda d'impacte? | Fallada en el llançament.                                 |
| Pioneer 3    | 6 de desembre de 1958                 | 7 de desembre de 1958  | Sobrevol         | Fallada en el llançament.                                 |
| Lunik 1      | 2 de gener de 1959                    | Gener de 1959          | Sonda d'impacte? | Èxit parcial. 1ª sonda en sobrevolar la Lluna.            |
| Pioneer 4    | 3 de març de 1959                     | Març de 1959           | Sobrevol         | Èxit.                                                     |
| Lunik 1959A  | 16 de juny de 1959                    | 16 de juny de 1959     | Sonda d'impacte? | Fallada en el llançament.                                 |
| Lunik 2      | 12 de setembre de 1959                | 13 de setembre de 1959 | Sonda d'impacte  | Èxit. 1ª sonda en impactar contra la Lluna.               |
| Pioneer P-1  | Previst per al 24 de setembre de 1959 | -                      | Sonda orbital    | Destruïda poc abans del llançament.                       |
| Lunik 3      | 4 d'octubre de 1959                   | 22 d'octubre de 1959   | Sobrevol         | Èxit. 1ª sonda en fotografiar la cara oculta de la Lluna. |
| Pioneer P-3  | 24 de novembre de 1959                | 24 de novembre de 1959 | Sonda orbital    | Fallada en el llançament.                                 |
| Lunik 1960A  | 15 d'abril de 1960                    | 15 d'abril de 1960     | Sobrevol         | Fallada en el llançament.                                 |
| Lunik 1960B  | 18 d'abril de 1960                    | 18 d'abril de 1960     | Sobrevol         | Fallada en el llançament.                                 |
| Pioneer P-30 | 25 de setembre de 1960                | 25 de setembre de 1960 | Sonda orbital    | Fallada en el llançament.                                 |
| Pioneer P-31 | 15 de desembre de 1960                | 15 de desembre de 1960 | Sonda orbital    | Fallada en el llançament.                                 |

## 1961 - 1965
| Missió      | Llançament            | Fi de missió          | Objectiu             | Resultat                                                                     |
| ----------- | --------------------- | --------------------- | -------------------- | ---------------------------------------------------------------------------- |
| Ranger 3    | 26 de gener de 1962   | 28 de gener de 1962   | Sonda d'impacte      | Error de trajectòria. No va arribar a impactar.                              |
| Ranger 4    | 23 d'abril de 1962    | 26 d'abril de 1962    | Sonda d'impacte      | Es va perdre la comunicació. Va impactar però sense enviar dades a la Terra. |
| Ranger 5    | 18 d'octubre de 1962  | 21 d'octubre de 1962  | Sonda d'impacte      | Es va quedar sense energia. No va arribar a impactar.                        |
| Spútnik 25  | 4 de gener de 1963    | 5 de gener de 1963    | Sonda de superfície  | No aconseguí sortir de l'òrbita terrestre.                                   |
| Lunik 1963B | 2 de febrer de 1963   | 2 de febrer de 1963   | Sonda de superfície  | Fallada en el llançament.                                                    |
| Lunik 4     | 2 d'abril de 1963     | Abril de 1963         | Sonda de superfície  | Sobrevol sense poder allunitzar.                                             |
| Ranger 6    | 30 de gener de 1964   | 2 de febrer de 1964   | Sonda d'impacte      | Va impactar però no va enviar imatges.                                       |
| Lunik 1964A | 21 de març de 1964    | 21 de març de 1964    | Sonda de superfície  | Fallada en el llançament.                                                    |
| Lunik 1964B | 20 d'abril de 1964    | 20 d'abril de 1964    | Sonda de superfície  | Fallada en el llançament.                                                    |
| Zond 1964A  | 4 de juny de 1964     | 4 de juny de 1964     | Sobrevol             | Fallada en el llançament.                                                    |
| Ranger 7    | 28 de juliol de 1964  | 31 de juliol de 1964  | Sonda d'impacte      | Èxit.                                                                        |
| Ranger 8    | 17 de febrer de 1965  | 20 de febrer de 1965  | Sonda d'impacte      | Èxit.                                                                        |
| Cosmos 60   | 12 de març de 1965    | 12 de març de 1965    | Sonda de superfície  | No aconseguí sortir de l'òrbita terrestre.                                   |
| Ranger 9    | 21 de març de 1965    | 24 de març de 196     | Sonda d'impacte      | Èxit.                                                                        |
| Lunik 1965A | 10 d'abril de 1965    | 10 d'abril de 1965    | Sonda de superfície? | Fallada en el llançament.                                                    |
| Lunik 5     | 9 de maig de 1965     | 11 de maig de 1965    | Sonda de superfície  | Va impactar contra la Lluna.                                                 |
| Lunik 6     | 8 de juny de 1965     | 11 de juny de 1965    | Sonda de superfície  | Error de trajectòria.                                                        |
| Zond 3      | 18 de juliol de 1965  | Juliol de 1965        | Sobrevol             | Èxit.                                                                        |
| Lunik 7     | 4 d'octubre de 1965   | 7 d'octubre de 1965   | Sonda de superfície  | Va impactar contra la Lluna.                                                 |
| Lunik 8     | 3 de desembre de 1965 | 6 de desembre de 1965 | Sonda de superfície? | Va impactar contra la Lluna.                                                 |

## 1966 - 1967
| Missió          | Llançament             | Fi de missió           | Objectiu            | Resultat                                             |
| --------------- | ---------------------- | ---------------------- | ------------------- | ---------------------------------------------------- |
| Lunik 9         | 31 de gener de 1966    | 6 de febrer de 1966    | Sonda de superfície | Èxit. 1ª sonda en allunitzar suaument.               |
| Cosmos 111      | 1 de març de 1966      | 1 de març de 1966      | Sonda orbital?      | No aconseguí sortir de l'òrbita terrestre.           |
| Lunik 10        | 31 de març de 1966     | 30 de maig de 1966     | Sonda orbital       | Èxit. 1ª sonda en orbitar la Lluna.                  |
| Lunik 1966A     | 30 d'abril de 1966     | 30 d'abril de 1966     | Sonda orbital?      | Fallada en el llançament.                            |
| Surveyor 1      | 30 de maig de 1966     | 14 de juliol de 1966   | Sonda de superfície | Èxit.                                                |
| Explorer 33     | 1 de juliol de 1966    | 21 de setembre de 1971 | Sonda orbital       | Error de trajectòria. Va quedar en òrbita terrestre. |
| Lunar Orbiter 1 | 10 d'agost de 1966     | 29 d'octubre de 1966   | Sonda orbital       | Èxit.                                                |
| Lunik 11        | 24 d'agost de 1966     | 1 d'octubre de 1966    | Sonda orbital       | Èxit.                                                |
| Surveyor 2      | 20 de setembre de 1966 | 23 de setembre de 1966 | Sonda de superfície | Va impactar contra la Lluna.                         |
| Lunik 12        | 22 d'octubre de 1966   | 19 de gener de 1967    | Sonda orbital       | Èxit.                                                |
| Lunar Orbiter 2 | 6 de novembre de 1966  | 11 d'octubre de 1967   | Sonda orbital       | Èxit.                                                |
| Lunik 13        | 21 de desembre de 1966 | 28 de desembre de 1966 | Sonda de superfície | Èxit.                                                |
| Lunar Orbiter 3 | 4 de febrer de 1967    | 9 d'octubre de 1967    | Sonda orbital       | Èxit.                                                |
| Surveyor 3      | 17 d'abril de 1967     | 20 d'abril de 1967     | Sonda de superfície | Èxit.                                                |
| Lunar Orbiter 4 | 4 de maig de 1967      | 31 d'octubre de 1967   | Sonda orbital       | Èxit.                                                |
| Surveyor 4      | 14 de juliol de 1967   | 17 de juliol de 1967   | Sonda de superfície | Va impactar contra la Lluna.                         |
| Explorer 35     | 19 de juliol de 1967   | 24 de juny de 1973     | Sonda orbital       | Èxit.                                                |
| Lunar Orbiter 5 | 1 d'agost de 1967      | 31 de gener de 1968    | Sonda orbital       | Èxit.                                                |
| Surveyor 5      | 8 de setembre de 1967  | 17 de desembre de 1967 | Sonda de superfície | Èxit.                                                |
| Surveyor 6      | 7 de novembre de 1967  | 24 de novembre de 1967 | Sonda de superfície | Èxit.                                                |

## 1968 - 1969
| Missió      | Llançament             | Fi de missió           | Objectiu                      | Resultat                                                                          |
| ----------- | ---------------------- | ---------------------- | ----------------------------- | --------------------------------------------------------------------------------- |
| Surveyor 7  | 7 de gener de 1968     | 28 de febrer de 1968   | Sonda de superfície           | Èxit.                                                                             |
| Lunik 1968A | 7 de febrer de 1968    | 7 de febrer de 1968    | Sonda orbital                 | Fallada en el llançament.                                                         |
| Lunik 14    | 7 d'abril de 1968      | 10 d'abril de 1968     | Sonda orbital                 | Èxit.                                                                             |
| Zond 5      | 15 de setembre de 1968 | 21 de setembre de 1968 | Sobrevol i retorn a la Terra  | Èxit. 1ª sonda en sobrevolar la Lluna i tornar a la Terra amb éssers vius a bord. |
| Zond 6      | 10 de novembre de 1968 | 17 de novembre de 1968 | Sobrevol i retorn a la Terra  | Èxit parcial.                                                                     |
| Apollo 8    | 21 de desembre de 1968 | 27 de desembre de 1968 | Sonda orbital tripulada       | Èxit. 1ª sonda orbital tripulada.                                                 |
| Zond 1969A  | 20 de gener de 1969    | 20 de gener de 1969    | Sobrevol i retorn a la Terra  | Fallada en el llançament.                                                         |
| Lunik 1969A | 19 de febrer de 1969   | 20 de gener de 1969    | Rover lunar?                  | Fallada en el llançament.                                                         |
| Zond L1S-1  | 21 de febrer de 1969   | 20 de gener de 1969    | Sonda orbital                 | Fallada en el llançament.                                                         |
| Lunik 1969B | 15 d'abril de 1969     | 15 d'abril de 1969     | Retorn de mostres?            | Fallada en el llançament.                                                         |
| Apollo 10   | 18 de maig de 1969     | 26 de maig de 1969     | Sonda orbital tripulada       | Èxit.                                                                             |
| Lunik 1969C | 14 de juny de 1969     | 14 de juny de 1969     | Retorn de mostres?            | Fallada en el llançament.                                                         |
| Zond L1S-2  | 3 de juliol de 1969    | 3 de juliol de 1969    | Sonda orbital                 | Fallada en el llançament.                                                         |
| Lunik 15    | 13 de juliol de 1969   | 21 de juliol de 1969   | Retorn de mostres?            | Va impactar contra la Lluna.                                                      |
| Apollo 11   | 16 de juliol de 1969   | 24 de juliol de 1969   | Sonda de superfície tripulada | Èxit. Arribada de l'home a la Lluna.                                              |
| Zond 7      | 7 d'agost de 1969      | 14 d'agost de 1969     | Sobrevol i retorn a la Terra  | Èxit.                                                                             |
| Cosmos 300  | 23 de setembre de 1969 | 23 de setembre de 1969 | Retorn de mostres?            | No aconseguí sortir de l'òrbita terrestre.                                        |
| Cosmos 305  | 22 d'octubre de 1969   | 22 d'octubre de 1969   | Retorn de mostres?            | No aconseguí sortir de l'òrbita terrestre.                                        |
| Apollo 12   | 14 de novembre de 1969 | 24 de novembre de 1969 | Sonda de superfície tripulada | Èxit.                                                                             |

## 1970 - 1979
| Missió              | Llançament             | Fi de missió           | Objectiu                      | Resultat                                                     |
| ------------------- | ---------------------- | ---------------------- | ----------------------------- | ------------------------------------------------------------ |
| Lunik 1970A         | 6 de febrer de 1970    | 6 de febrer de 1970    | Retorn de mostres?            | Fallada en el llançament.                                    |
| Lunik 1970B         | 19 de febrer de 1970   | 19 de febrer de 1970   | Sonda orbital?                | Fallada en el llançament.                                    |
| Apollo 13           | 11 d'abril de 1970     | 17 d'abril de 1970     | Sonda de superfície tripulada | Sobrevol de la Lluna i retorn a la Terra. Allunatge avortat. |
| Lunik 16            | 12 de setembre de 1970 | 24 de setembre de 1970 | Retorn de mostres             | Èxit. 1r sonda no tripulada en retornar mostres de la Lluna. |
| Zond 8              | 20 d'octubre de 1970   | 27 d'octubre de 1970   | Sobrevol i retorn a la Terra  | Èxit.                                                        |
| Lunik 17/Lunokhod 1 | 10 de novembre de 1970 | 14 de setembre de 1971 | Rover lunar                   | Èxit. 1r rover lunar.                                        |
| Apollo 14           | 31 de gener de 1971    | 9 de febrer de 1971    | Sonda de superfície tripulada | Èxit.                                                        |
| Apollo 15           | 26 de juliol de 1971   | 7 d'agost de 1971      | Sonda de superfície tripulada | Èxit.                                                        |
| Lunik 18            | 2 de setembre de 1971  | 11 de setembre de 1971 | Retorn de mostres             | Va impactar contra la Lluna.                                 |
| Lunik 19            | 28 de setembre de 1971 | 20 d'octubre de 1972   | Sonda orbital                 | Èxit.                                                        |
| Lunik 20            | 14 de febrer de 1972   | 25 de febrer de 1972   | Retorn de mostres             | Èxit.                                                        |
| Apollo 16           | 16 d'abril de 1972     | 27 d'abril de 1972     | Sonda de superfície tripulada | Èxit.                                                        |
| Soyuz L3            | 23 de novembre de 1972 | 23 de novembre de 1972 | Sonda orbital                 | Fallada en el llançament.                                    |
| Apollo 17           | 7 de desembre de 1972  | 19 de desembre de 1972 | Sonda de superfície tripulada | Èxit.                                                        |
| Lunik 21/Lunokhod 2 | 8 de gener de 1973     | 3 de juny de 1973      | Rover lunar                   | Èxit.                                                        |
| Lunik 22            | 2 de juny de 1974      | 1 de novembre de 1975  | Sonda orbital                 | Èxit.                                                        |
| Lunik 23            | 28 d'octubre de 1974   | 9 de novembre de 1974  | Retorn de mostres             | Va allunitzar. No va retornar mostres.                       |
| Lunik 1975A         | 16 d'octubre de 1975   | 16 d'octubre de 1975   | Retorn de mostres?            | No aconseguí entrar en òrbita terrestre.                     |
| Lunik 24            | 9 d'agost de 1976      | 22 d'agost de 1976     | Retorn de mostres             | Èxit.                                                        |

## 1980 - 2009
| Missió                       | Llançament             | Fi de missió          | Objectiu                        | Resultat                                                     |
| ---------------------------- | ---------------------- | --------------------- | ------------------------------- | ------------------------------------------------------------ |
| Hiten/Hagoromo               | 24 de juny de 1990     | 10 d'abril de 1993    | Sobrevol i sonda orbital        | Èxit parcial. Va entrar en òrbita lunar. No va enviar dades. |
| Clementine                   | 25 de gener de 1994    | Juny de 1994          | Sonda orbital                   | Èxit.                                                        |
| Lunar Prospector             | 7 de gener de 1998     | 31 de juliol de 1999  | Sonda orbital                   | Èxit.                                                        |
| Smart 1                      | 27 de setembre de 2003 | 3 de setembre de 2006 | Sonda orbital                   | Èxit.                                                        |
| SELENE                       | 14 de setembre de 2007 | 10 de juny de 2009    | Sonda orbital                   | Èxit.                                                        |
| Chang'e-1                    | 24 d'octubre de 2007.  | 1 de març de 2009     | Sonda orbital                   | Èxit.                                                        |
| Chandrayaan 1                | 22 d'octubre de 2008   | 28 d'agost de 2009    | Sonda orbital i sonda d'impacte | Èxit.                                                        |
| LCROSS                       | 18 de juny de 2009     | 9 d'octubre del 2009  | Sonda d'impacte                 | Èxit.                                                        |
| Lunar Reconnaissance Orbiter | 18 de juny de 2009     | Actualment operativa  | Sonda orbital                   | En progrés.                                                  |

## Missions previstes
| Missió                     | Llançament previst    | Tipus de missió                 |
| -------------------------- | --------------------- | ------------------------------- |
| GRAIL/LADEE                | 6 de setembre de 2011 | doble orbitador                 |
| Chang'e-2                  | 2011                  | Orbitador                       |
| Chandrayaan-2/Luna-Grunt 1 | 2012/2013             | Orbitador i rovers              |
| MoonLITE                   | 2011?                 | Orbitador i impactadors         |
| Luna-Glob                  | 2012/2013             | Orbitador i sonda de superfície |
| Chang'e-3                  | 2013                  | rover lunar                     |
| ILN Node 1                 | 2013                  | Sonda de superfície             |
| ILN Node 2                 | 2014                  | Sonda de superfície             |